# Dembereliin Dulamsüren
Dembereliin Dulamsüren, meist nur Dulamsüren oder D. Dulamsüren (mongolisch Дэмбэрэлийн Дуламсүрэн, ᠳᠡᠮᠪᠡᠷᠢᠯᠦᠨ ᠳᠤᠯᠮᠠᠰᠦ᠋ᠷᠦᠩ; * 1950er Jahre) ist eine mongolische Musikerin, die seit mehreren Jahrzehnten als Jatga-Spielerin und Sängerin in der Mongolei sehr bekannt ist. Mit ihrem Ehemann Ser-Odyn Wandan tritt sie als Duo Wandan & Dulamsüren auf, seltener als Solokünstlerin.

## Familie
Dulamsüren stammt aus dem Sum Büren (mong. Бүрэн сум), Töw-Aimag. Sie wuchs mit zehn Brüdern auf.
1976 lernte sie den Sänger Ser-Odyn Wandan kennen, 1977 heirateten sie, der erste Sohn kam 1978 zu Welt. Als die Kinder von Wandan und Dulamsüren klein und sie auf Reisen zu Auftritten waren, kümmerte sich Dulamsürens Mutter um sie. Beide Söhne schlossen eine Gesangsausbildung an der SUIS (mong. СУИС) ab. Der ältere, Badsarragtschaa (mong. Базаррагчаа), trat zeitweilig als Sänger auf. Wandangiin Battulga (mong. Вандангийн Баттулга) wurde freiberuflicher Künstler und ist als Sänger inzwischen einem größeren Publikum in der Mongolei bekannt. Die Schwiegertöchter sind professionelle Tänzerinnen.

## Jugend
Die vierjährige Grundschule besuchte Dulamsüren im Sum Büren. Von der 5. bis zur 7. Klasse lernte sie im heutigen Sum Bajan-Öndschüül (mong. Баян-Өнжүүл), Töw-Aimag.
Bereits während der Schulzeit zeigte sich Dulamsürens musisches und auch tänzerisches Talent. Durch Zuhören erlernte sie das Spielen von Mandoline und Schudraga (mong. шудрага, eine dreisaitige Laute mit sehr langem Hals). Sie träumte davon, Sängerin zu werden.
Nach dem Schulabschluss ging Dulamsüren nicht wie ihre Mitschüler in die Viehwirtschaft, sondern zog in den Sum Lün (mong. Лүн), Töw-Aimag, zu einem ihrer Brüder, der gerade sein Studium abgeschlossen hatte und dort als Lehrer begann. Sie führte den Haushalt und arbeitete als Kassiererin in der Kantine einer Ausbildungsstätte.

## Künstlerischer Werdegang
Neben ihrer ersten Berufstätigkeit war Dulamsüren eine begeisterte Amateurmusikerin mit der Schudraga. Im Mai 1974 gewann sie bei der Nationalen Kunstprüfung für Amateure des Sum Lün. Daraufhin wurde sie als Musikerin im Kulturpalast des Töw-Aimag in Dsuunmod angestellt. Mit der Professionalisierung ihres Gesangs begann sie nicht sofort. Als Dulamsüren am Kulturpalast ihren späteren Ehemann Wandan kennenlernte, konnte sie bereits Jatga spielen. Nach einer Weile brachte Dulamsüren Wandan das Jatgaspiel bei und er begann, ihr seine Gesangserfahrungen weiterzugeben.
Wandan und Dulamsüren standen 1977 zum ersten Mal gemeinsam auf der Bühne und sangen im Duett Utschran solgochyn örööl (mong. Учран золгохын ерөөл, übersetzt etwa: Ein Segen, sich getroffen zu haben).
1978 folgte Chanjsach dsajaa (mong. Ханьсах заяа, übersetzt "Eheschicksal"). Danach beschlossen sie, weiterhin gemeinsam aufzutreten. Zu dieser Zeit tourten die Künstler des Kulturpalastes mit einer großen Gruppe nach einer vom Kulturministerium vorgegebenen Route, die sich sogar als Standard etablierte. Deshalb fand die Idee eines Zwei-Personen-Konzerts keine große Unterstützung. Der Wille beider, gemeinsam aufzutreten, blieb jedoch ungebrochen. So gelang es ihnen 1979 unter dem Konzerttitel Volksliedmelodien (mong. Ардын ая дуу) aufzutreten.
Anfangs bereisten Wandan und Dulamsüren, die ihr ganzes Berufsleben beim heutigen Mongol Tuurgatan Theater (1952 bis 1982 Kulturpalast) in Dsuunmod angestellt blieben, mit ihren Liedern ihren eigenen Aimag und hatten manchmal vier bis fünf Auftritte pro Tag. 
Das erste gemeinsame große Konzertprogramm, ebenfalls mit dem Titel Volksliedmelodien war 1981 und dem sechzigsten Jahrestag der Volksrevolution gewidmet. Es hatte insgesamt mehr als fünfzigtausend Besucher. 
1982 traten sie beim großen zehntägigen Kunst- und Kulturfestival in der Hauptstadt Ulaanbaatar auf und bereisten in den Folgejahrzehnten das ganze Land. Dulamsüren führte akribisch Tagebuch über alle Tourneen, Auftritte, Ein- und Ausgaben und im Frühjahr 2024 resümierte sie: Wandan und Dulamsüren hatten eine Distanz zurückgelegt, die sechs Mal um die Welt reicht.
Sehr erfolgreich und von etlichen Künstlern in Coverversion aufgegriffen wurde 2011 das Lied Idschil dsaja (mong. Ижил заяа, übersetzt Gleiches Schicksal), das vom gemeinsamen langen Berufs- und Familienleben inspiriert worden war. Den gleichen Titel hatten das folgende Album und die spätere Konzertreihe.
Im Januar 2015 hatte das Paar angekündigt, nach der jährlichen Konzertreihe in Rente zu gehen. Dieses verschoben sie dann noch um ein weiteres Jahr auf 2017. In der Folgezeit kam es dennoch vielfach zu Auftritten, auch noch nach der COVID-19-Pandemie. In den Jahren 2023 und 2024 trat Dulamsüren bei verschiedenen Veranstaltungen seltener gemeinsam mit Wandan und häufiger solo auf.
Inhaltlich dominieren Lieder über Ehepartner und Familie das gesamte Schaffen des Duos. Stilistisch behielten sie stets eine starke Anlehnung an traditionelle mongolische Melodien und Harmonien. Die Texte ihrer Lieder sind häufig poetisch. Ihr Markenzeichen wurde der Duettgesang zum gemeinsamen Jatgaspiel. Heute haben sie unter den mongolischen Künstlern viele Nachfolger mit ähnlichem Konzept, teilweise sehr erfolgreich, wie Amarsaichan & Solongo (mong. Амарсайхан & Солонго) und Bochjscharga (mong. Бохьшарга). Wandan und Dulamsürens Bühnenkleidung ist meist ein Deel, ergänzt mit Hüten, Gutuls und Accessoires, die sich an der Kleidung verschiedener mongolischer Ethnien und Anlässe orientieren.
Im Sologesang wurde Dulamsüren mit dem Lied Wansemberüü-Blume (mong. Вансэмбэрүү цэцэг) bekannt und vielfach gecovert.

## Auszeichnungen und Würdigungen (Auswahl)
- 1987 STA-Ehrenabzeichen des Kulturministeriums für Künstler (mong. СТА)[8]

- 1996 Verdiente Künstlerin der Mongolei (mong. МУГЖ)[1]

- 2007 zusammen mit Wandan Erhalt des Ehrentitels Führendes Sängerduo des Jahrhunderts[2]

- 2021 Benennung des Kulturzentrums von Dsuunmod nach Wandan und Dulamsüren[9]

- 2023 Ehrenbürgerin des Töw-Aimag[10]